# Pauline de Waldeck-Pyrmont
La princesse Pauline Emma Auguste Hermine de Waldeck-Pyrmont, (allemand : Pauline Emma Auguste Hermine Prinzessin zu Waldeck und Pyrmont ; 19 octobre 1855 - 3 juillet 1925) est une membre de la Maison de Waldeck-Pyrmont. Par son mariage avec Alexis, prince de Bentheim et Steinfurt, Pauline est également un membre de la maison de Bentheim et Steinfurt et la princesse consort de Bentheim et Steinfurt du 28 septembre 1890 au 21 janvier 1919.

## Famille
Pauline est née à Arolsen, dans la principauté de Waldeck et Pyrmont, le 19 octobre 1855 et est le deuxième enfant et la seconde fille de Georges-Victor de Waldeck-Pyrmont et de sa première épouse Hélène de Nassau.

## Mariage et descendance
Pauline épouse Alexis de Bentheim et Steinfurt, quatrième enfant et fils aîné de Louis-Guillaume, prince de Bentheim et Steinfurt et de sa femme Berthe de Hesse-Philippsthal-Barchfeld, le 7 mai 1881 à Arolsen. Pauline et Alexis ont eu huit enfants :
- Eberwyn de Bentheim et Steinfurt (10 avril 1882 – 31 juillet 1949)

∞ 1906-1914 Pauline Langenfeld (1884-1970)
∞ 1918-1919 Ellen Bischoff-Korthaus (1894-1936)
∞ 1920 Anne-Louise Husser (1891-1951) ;
- Victor Adolphe de Bentheim et Steinfurt (18 juillet 1883 – 4 juin 1961)

∞ 1920 à la princesse Stéphanie de Schaumbourg-Lippe (1899-1925)
∞ 1931 à la princesse Rosa Hélène de Solms-Hohensolms-Lich (1901-1963) ;
- Charles-Georges de Bentheim et Steinfurt (10 décembre 1884 – 14 février 1951)

∞ 1914 à la princesse Marguerite de Schönaich-Carolath (1888-1980) ;
- Élisabeth de Bentheim et Steinfurt (12 juillet 1886 – 8 mai 1959) ;
- Victoria de Bentheim et Steinfurt (18 août 1887 – 30 janvier 1961) ;
- Emma de Bentheim et Steinfurt (19 février 1889 – 25 avril 1905) ;
- Alexis Rainer de Bentheim et Steinfurt (16 décembre 1891 – 30 juin 1923) ;
- Frédéric de Bentheim et Steinfurt (27 mai 1894 – 17 mai 1981)

∞ 1934 Louise von Gülich (1893-1949).